# Chet Baker

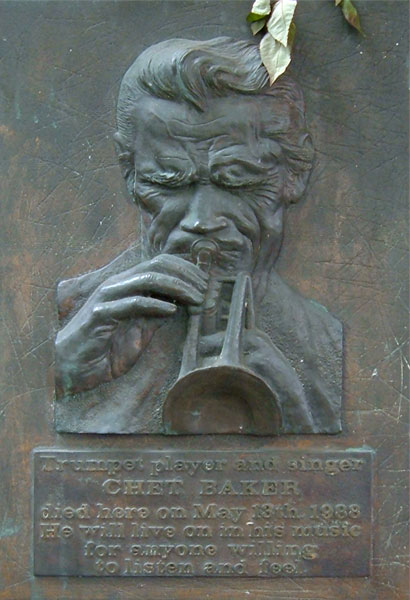
Plaquette aan de gevel van hotel Prins Hendrik te Amsterdam, gemaakt door kunstenaar Roman Zhuk.

Chesney (Chet) Henry Baker jr. (Yale, Oklahoma, 23 december 1929 – Amsterdam, 13 mei 1988) was een Amerikaans trompettist en zanger.

## Levensloop
Baker werd in 1929 geboren als zoon van Ierse ouders in het plaatsje Yale in Oklahoma. Hij ontwikkelde zich tot jazztrompettist en zoetgevooisde zanger. Baker heeft als kenmerk de zachte melancholieke toon die hij in zijn zang en spel op dezelfde manier gebruikt: "hij zingt zoals hij speelt".
Begin jaren vijftig was Baker een van de sterren van het Gerry Mulligan Quartet. Met het Chet Baker Quartet maakte hij westcoastjazz. Hij is een exponent van de cooljazzschool van de Amerikaanse westkust in de jaren vijftig. Vooral de platen waarop hij zowel trompet speelt als zingt maakten hem tot een idool. In 1955 gaf hij, toen hij voor het eerst in Europa tourde, concerten in het Concertgebouw en het Kurhaus. Zijn muzikale loopbaan was getekend door een heroïneverslaving. Hij werd een aantal keren opgepakt voor overtredingen van de narcoticawet. Nadat hij in elkaar was geslagen en zijn voortanden had verloren, stopte hij langere tijd met spelen.
Door zijn overmatig drugsgebruik, vroege dood en charismatische uitstraling staat Baker ook bekend als "de mooie jongen met wie het verkeerd afliep". Niettemin bleef hij musiceren, vaak op een zeer hoog niveau. In brede kring wordt de dubbel-cd Chet Baker in Tokyo (1987, Evidence Records) beschouwd als een van zijn beste live-albums. In de nacht van donderdag 12 op vrijdag 13 mei 1988 viel hij, waarschijnlijk onder invloed van drugs, uit een raam van het Hotel Prins Hendrik op de Prins Hendrikkade 55, nabij de hoek van de Warmoesstraat met de Zeedijk, te Amsterdam. Hij belandde met zijn achterhoofd op een stenen paaltje en overleed ter plekke. Baker werd 58 jaar oud. In Amsterdam zijn er twee eerbetonen:
- het vernoemde in 1990 een straat naar hem;
- Roman Zhuk maakte de Plaquette Chet Baker (1999)

Zijn eerste biografie werd geschreven door de Nederlandse auteur Jeroen de Valk: Herinneringen aan een lyrisch trompettist (Van Gennep, 1989). Het boek was verkrijgbaar in vijf talen (Duits, Engels, Hongaars, Japans, Nederlands). In 2017 verscheen een nieuwe Engelstalige editie, grondig geactualiseerd en uitgebreid: Chet Baker, his life and music (Uitgeverij Aspekt). Hierin zet de auteur een aantal wijdverspreide misverstanden recht; zo gebruikte Baker begin jaren vijftig al drugs, op het toppunt van zijn roem. Hij verloor bij het beruchte gevecht in 1966 maar één deel van één tand en speelde daarna nog enige tijd door, aanvankelijk op een zeer acceptabel niveau. Hij werd niet van de werkloosheid gered dankzij de veel aandacht trekkende film Let's Get Lost, aangezien hij er tot op het laatst een 'volle tournee- en opnameagenda' op nahield. Zijn spel was gewoonlijk geïnspireerder dan wat op de soundtrack is te horen. De Valk ontkracht tevens de 'indianenverhalen' rond Bakers overlijden.

## Discografie
- With Charlie Parker: Inglewood Jam: Bird and Chet live at the Trade Winds (1952, Fresh Sound FRS-CD 17)
- With Al Haig: Chet Baker: Live at the Trade Winds (1952, Fresh Sound FSCD1001)
- Gerry Mulligan Quartet featuring Chet Baker (1952, Fantasy OJCCD-711-2)
- Haig '53: the other pianoless quartet (1953, Philology)
- L.A get together (1953, Fresh Sound)
- Chet Baker & strings [bonus tracks] (1953, Columbia/Legacy)
- Compositions and arrangements by Jack Montrose (1953, Pacific Jazz)
- Grey December (1953, Pacific Jazz)
- Quartet live, vol. 1: This time the dream's on me (1953, Blue Note)
- Witch doctor (1953, Original Jazz Classics)
- Chet Baker big band (1954, Pacific Jazz)
- Chet Baker sextet (1954, Pacific Jazz)
- Jazz at Ann Arbor (1954, Pacific Jazz)
- My funny Valentine (1954, Philology)
- Quartet live, vol. 2: Out of nowhere (1954, Blue Note)
- Quartet live, vol. 3: My old flame (1954, Blue Note)
- The trumpet artistry of Chet Baker (1954, Pacific)
- Chet Baker sings and plays with Bud Shank, Russ Freeman & strings (1955, Pacific Jazz)
- In Europe, 1955 (1955, Philology)
- At the Forum Theater (1956, Fresh Sound)
- Chet Baker & Crew (1956, Pacific Jazz)
- Chet Baker cools out (1956, Boblicity)
- Chet Baker in Europe (1956, Pacific Jazz)
- Chet Baker sings (1956, Pacific Jazz)
- Live in Europe 1956 (1956, Accord)
- Playboys (1956, Pacific Jazz)
- Quartet: Russ Freeman/Chet Baker (1956, Pacific Jazz)
- The James Dean story (1956, Blue Note)
- Embraceable You (1957, Pacific Jazz)
- Pretty/groovy (1957, World Pacific)
- Chet (The lyrical trumpet of Chet Baker) (1958, Original Jazz Classics)
- Chet Baker in New York (1958, Riverside/OJC)
- Chet Baker introduces Johnny Pace (1958, Original Jazz Classics)
- Chet Baker meets Stan Getz (1958, Verve)
- Chet Baker sings it could happen to you (1958, Riverside/OJC)
- Theme music from « The James Dean story » (1958, World Pacific)
- Chet (1959, Riverside)
- Chet Baker in Milan (1959, Jazzland/OJC)
- Chet Baker plays (1959, Riverside)
- Chet Baker plays the best of Lerner and Loewe (1959, Original Jazz Classics)
- Chet Baker with fifty Italian strings (1959, Original Jazz Classics)
- Picture of heath (1961, Pacific Jazz)
- Chet is back! (1962, RCA)
- Chet is back! (1962, Bluebird)
- Somewhere over the rainbow (1962, Bluebird)
- The most important jazz album of 1964/65 (1964, Roulette Jazz)
- Brussels 1964 (1964) (Landscape)
- Chet Baker sings and plays (1964, Colpix)
- Stella by starlight (1964, CMA)
- Baby breeze (1965, Limelight)
- Baker's holiday: plays & sings Billie Holiday (1965, EmArcy)
- Boppin' with the Chet Baker Quintet (1965, Prestige)
- Comin' on with the Chet Baker Quintet (1965, Prestige)
- Cool burnin' with the Chet Baker Quintet (1965, Prestige)
- Groovin' with the Chet Baker Quintet (1965, Prestige)
- Smokin' (1965, Prestige)
- A taste of tequila (1966, World Pacific)
- Hats off!!! (1966, World Pacific)
- Into my life (1966, World Pacific)
- Live at Pueblo, Colorado 1966 (1966, Baker)
- Quietly, there (1966, World Pacific)
- Polka dots and moonbeams (1967, Jazzland)
- Albert's house (1969, Par)
- Blood, Chet & tears (1970, Verve)
- She was too good to me (1974, Columbia)
- Once upon a summertime (1977, Original Jazz Classics)
- The best thing for you (1977, A&M)
- The incredible Chet Baker plays and sings (1977, Carosellp)
- At Le Dreher (1978, West Wind)
- Broken wing (1978, Inner City)
- Live at Nick's (1978, Criss Cross)
- Live in Chateauvallon, 1978 (1978, Esoldun)
- Sings, plays: Live at the Keystone Korner (1978, High Note)
- Two a day (1978, All live)
- 79 (1979, Celluloid)
- Ballads for two (1979, Sandra)
- Chet Baker with Wolfgang Lackerschmid (1979, Inakustik)
- Daybreak (1979, SteepleChase)
- Live in Montmartre, vol. 2 (1979, SteepleChase)
- No problem (1979, SteepleChase)
- Someday my prince will come (1979, SteepleChase)
- The touch of your lips (1979, SteepleChase)
- This is always (1979, SteepleChase)
- Together (1979, Enja Records)
- With special guests (featuring Coryell, Williams & Williams) (1979, Inakustik)
- Burnin' at Backstreet (1980, Fresh Sounds)
- Chet Baker and the Boto Brasilian Quartet (1980, Dreyfus)
- Just friends (1980, Circle)
- Live at the Subway, Vol. 1 (1980, Circle)
- Live at the Subway, Vol. 2 (1980, Circle)
- Night bird (1980, WestWind)
- Nightbird (1980, Retro Music)
- Live at Fat Tuesday's (1981, Fresh Sound)
- Live at the Paris Festival (1981, DIW)
- Live in Paris (1981, Norma)
- In concert (1982, India Navigation)
- Out of nowhere (1982, Milestone)
- Peace (1982, Enja Records)
- Studio Trieste (1982, CTI)
- Crystal Bells (1983, LDH)
- At Capolinea (1983, Red)
- Club 21 Paris, Vol. 1 (1983, Philology)
- Live at New Morning (1983, Marshmallow)
- Live in Sweden with Åke Johansson Trio (1983, Dragon)
- Mister B (1983)
- Mr. B (1983, Timeless)
- September song (1983, Marshmallow)
- Star eyes (1983, Marshmallow)
- The improviser (1983, Cadence Jazz)
- Blues for a reason (1984, Criss Cross)
- Line for Lyons (1984, Sonet)
- Candy (1985, Gazell)
- Chet Baker in Bologna (1985, Dreyfus)
- Chet's choice (1985, Criss Cross)
- Diane: Chet Baker and Paul Bley (1985, SteepleChase)
- Hazy hugs (1985, Limetree)
- Live from the moonlight (1985, Philology)
- Misty (1985, IRD)
- My foolish heart (1985, IRD)
- Sings again (1985, Bellaphon)
- Strollin' (1985, Enja Records)
- Symphonically (1985, Soul Note)
- There'll never be another you (1985, Timeless)
- Time after time (1985, IRD)
- Tune up (1985, Westwind)
- As time goes by (1986, Timeless)
- As time goes by [love songs] (1986, Timeless)
- Chet Baker featuring Van Morrison live at Ronnie Scott's (1986, DRG)
- Live at Ronnie Scott's (1986, Drg)
- When sunny gets blue (1986, SteepleChase)
- A night at the Shalimar (1987, Philology)
- Chet Baker in Tokyo (1987, Evidence)
- Chet Baker sings and plays from the film « Let's get lost » (1987, Jive/Novus)
- Four: live in Tokyo, vol. 2 (1987, Paddle Wheel)
- Memories: Chet Baker in Tokyo (1987, Paddle Wheel)
- Welcome back (1987, Westwind)
- Rique Pantoja & Chet Baker (1987, AMG)
- Blåmann! Blåmann! (1988, Hot Club Records, Oslo)
- Farewell (1988, Timeless)
- In memory of (1988, L & R Music)
- Little girl blue (1988, Philology)
- My favourite songs, vol. 2: Straight from the heart (1988, Enja Records)
- My favourite songs, vols. 1-2: The last great concert (1988, Enja Records)
- Oh you crazy moon (1988, Enja Records Justin Time)
- Straight from the heart (1988, Enja Records)
- The heart of the ballad (1988, Philology)
- The best of Chet Baker sings (1989, Blue Note Records)